# 巴扎克
巴扎克（法語：Bazac，法語發音：[bazak]）是法国夏朗德省的一个市镇，属于昂古莱姆区。

## 地理
巴扎克（45°13'52"N, 0°2'58"E）面积4.92 平方千米，位于法国新阿基坦大区夏朗德省，该省份为法国西部内陆省份，北起德塞夫勒省和维埃纳省，东临上维埃纳省，东南至多尔多涅省，南至多爾多涅省，西接滨海夏朗德省。
与巴扎克接壤的市镇（或旧市镇、城区）包括：梅迪亚克、圣阿维、圣康坦德沙莱、帕尔库勒-舍诺。

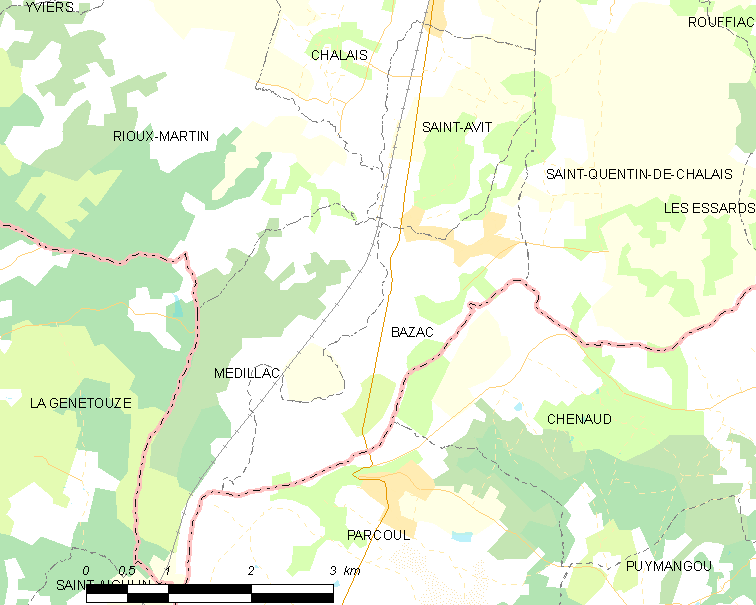
巴扎克的OSM定位图

巴扎克的时区为UTC+01:00、UTC+02:00（夏令时）。

## 行政
巴扎克的邮政编码为16210，INSEE市镇编码为16034。

## 政治
巴扎克所属的省级选区为蒂德-拉瓦莱特县。

## 人口

1962-2008年间巴扎克人口变化图示

巴扎克于2022年1月1日时的人口数量为147人。